# Preiskovalna komisija o ugotavljanju zlorab v zadevi Franc Kangler in drugi
Preiskovalna komisija o ugotavljanju zlorab v zadevi Franc Kangler in drugi je preiskovalna komisija, ki deluje v mandatu 8. Državnega zbora Republike Slovenije.
Zahteva za ustanovitev preiskovalne komisije je prišla iz Državnega sveta, katerega član je tudi Franc Kangler. Na predlog Slovenske demokratske stranke so poslanci o ustanovitvi preiskovalne komisije glasovali 26. septembra 2019; "ZA" je glasovalo 34, "PROTI" pa 19 poslancev. Člani preiskovalne komisije so samo poslanci strank SDS, NSi in SNS, saj ostali v njej niso želeli sodelovati. 
13. novembra 2019 je Ustavno sodišče do nadaljnjega ustavilo delovanje komisije.

## Sestava komisije

#### Predsednik
- Žan Mahnič

#### Podpredsednik
- Tadeja Šuštar

#### Člani:
- Zmago Jelinčič Plemeniti
- Dejan Kaloh
- Zvonko Černač

#### Namestniki članov:
- Karmen Furman
- Dušan Šiško
- Alenka Jeraj
- Franc Breznik
- Blaž Pavlin